# Yesterday's Papers
Yesterday's Papers è un brano musicale del gruppo rock britannico The Rolling Stones. Registrata nell'estate del 1966, fu il primo brano nell'edizione inglese dell'album Between the Buttons e venne inclusa anche nell'edizione americana del medesimo album.

## Il brano
Alcune fonti affermano che la canzone si riferisca a Chrissie Shrimpton, ex compagna di Jagger, quando parla in tono dispregiativo della "yesterday's girl" ("la ragazza di ieri"). Ciò fu aggravato dal fatto che la ragazza tentò il suicidio poco dopo la pubblicazione dell'album, anche se i due fatti non sembrerebbero avere collegamenti tra loro. Infine, proprio per la sua irridente definizione delle donne come "giornali vecchi" di ieri che nessuno vuole più, la canzone venne tacciata di misoginia ed attaccata, insieme alle contemporanee Stupid Girl e Under My Thumb, da diversi gruppi di femministe dell'epoca.

## Cover
La canzone è stata ripresa da diversi artisti, tra i quali Chris Farlowe.

## Formazione[3]
- Mick Jagger - voce solista, tamburello
- Keith Richards - chitarra elettrica, cori
- Brian Jones - vibrafono
- Bill Wyman - basso
- Charlie Watts - batteria
- Jack Nitzsche - clavicembalo